# Крики в ночи
«Крики в ночи» (англ. Cries in the Night), в американском прокате известный как «Похоронное бюро» (англ. Funeral Home) — канадский фильм-слэшер режиссёра Уильяма Фрюэта 1980 года.

## Сюжет
В начале лета Хизер приезжает в маленький безымянный городок, чтобы погостить у своей бабушки Мод Чалмерс, чей дом — бывшее похоронное бюро — недавно был превращен в гостиницу. Муж Мод, Джеймс, гробовщик, пропал без вести несколько лет назад, и она была вынуждена зарабатывать на жизнь продажей композиций из искусственных цветов в городе; она надеется пополнить свой доход, открыв дом для туристов. Билли Хиббс, умственно отсталый мужчина, живёт с Мод в качестве разнорабочего.
Неподалеку фермер по имени Сэм сообщает, что на его участке обнаружен брошенный автомобиль пропавшего застройщика, который обследовал местность. В гостинице вечером в день приезда Хизер регистрируются гости Гарри Браунинг и его любовница Флори. Когда Мод понимает, что пара не замужем, она просит их уйти, но они отказываются. В тот вечер, выпив, они едут в местную каменоломню, где Мод на своём грузовике сталкивает их в воду и они оба тонут. В ту же ночь Хизер идет на свидание с Риком, местным подростком, а вернувшись домой, слышит, как Мод разговаривает с каким-то мужчиной в подвале. Когда она начинает расспрашивать Мод, последняя отрицает это.
На следующий день, пока Мод в городе, Рик заезжает к нам домой. Он рассказывает Хизер, что её дед Джеймс был известным алкоголиком, и рассказывает историю из своего детства, в которой мистер Чалмерс запер его и друга в подвале похоронного бюро, чтобы напугать их. Подростки решают осмотреться, пока Мод отсутствует; в гараже они обнаруживают катафалк «Кадиллак» мистера Чалмера, и Хизер находит ожерелье с выгравированными на нем инициалами «Х. Д.». В тот вечер Хизер снова слышит, как Мод разговаривает с кем-то в подвале, на этот раз споря мужским голосом о женщине по имени Хелена Дэвис. Хизер обнаруживает, что Хелена пропала без вести в течение некоторого времени и, по слухам, сбежала с её дедушкой. Мистер Дэвис, муж Хелены, приходит в дом, чтобы спросить Мод о предполагаемом романе, который она отрицает, что он когда-либо имел место. Позже тем же вечером мистер Дэвис убит киркой.
На следующий день, когда Хизер и Рик купаются в карьере, обнаруживаются тела Флори и Гарри. Хизер рассказывает Рику, что, по её мнению, её бабушка прячет кого-то в подвале. В тот же вечер они возвращаются в дом. Обнаружив, что Мод нет, они вдвоем решают осмотреть подвал. Там они обнаруживают труп Билли, и на них нападает Мод, которая, подражая голосу мужа, ругает Хизер за то, что она вошла в подвал. Мод пытается убить Хизер топором, и она убегает через подвал, обнаруживая потайную комнату где на клумбе с искусственными цветами покоится труп Джеймса. Как только Мод собирается ударить Хизер топором, она приходит в себя. Полиция прибывает на место происшествия в подвале, и Джо, местный полицейский, спрашивает Мод, могут ли они поговорить о том, что произошло. Она соглашается, если только сможет приготовить чашку чая.
Позже Джо объясняет репортеру новостей, что Мод убила Джеймса и Хелену, его любовницу, после того, как узнала об их романе. После этого она сохранила труп Джеймса и похоронила Хелену и мистера Дэвиса на местном кладбище.

## В ролях
- Кэй Хоутри[англ.] — Мод Чалмерс
- Лесли Дональдсон[англ.] — Хизер
- Барри Морс[англ.] — мистер Дэвис
- Дин Гарбетт — Рик Йейтс
- Стивен Э. Миллер — Билли Хиббс
- Альф Хамфриз[англ.] — Джо Йейтс
- Пегги Махон — Флори
- Харви Эткин[англ.] — Гарри Браунинг
- Роберт Уорнер — шериф
- Джек Ван Эвера — Джеймс Чалмерс
- Лес Руби — Сэм
- Дорис Петри[англ.] — Руби
- Билл Лейк[англ.] — Фрэнк
- Бретт Мэтью Дэвидсон — молодой Рик
- Кристофер Крэбб — Тедди
- Роберт Крейг — Барр Оукс
- Линда Долби — Линда
- Джерард Джордан — Пит
- Элеонор Бикрофт — Ширли

## Релиз
Фильм был выпущен в Канаде 3 октября 1980 года компанией Frontier Amusements под оригинальным названием «Крики в ночи». Два года спустя он получил театральный релиз в Соединённых Штатах через Motion Picture Marketing (MPM) под альтернативным названием «Похоронное бюро».
Фильм был выпущен на VHS компанией Vouge Video в Канаде в 1982 году и Paragon Video в 1983 году и снова в 1986 году. Он был официально выпущен на DVD компанией Mill Creek Entertainment в 2005 году; однако этот релиз был низкокачественной копией с VHS.

## Отзывы критиков
Кэветт Бинион из AllMovie отметил, что несмотря на очевидный сюжетный поворот, это неплохой ужастик с хорошими операторской работой и актёрской игрой. В ретроспективном анализе критик и историк кино Джон Кеннет Мьюир сказал, что фильм «медленный и лишённый сюрпризов», а также сравнил его с «Психо» Альфреда Хичкока (1960). В издании TV Guide заявили, что эта вялотекущая и предсказуемая поделка «Психо» — пустая трата времени.

## Награды и номинации
| Год  | Премия  | Категория           | Номинант                                                                           | Результат | Ист.  |
| ---- | ------- | ------------------- | ---------------------------------------------------------------------------------- | --------- | ----- |
| 1982 | «Джини» | Лучшая актриса      | Лесле Дональдсон                                                                   | Номинация | [ 7 ] |
| 1982 | «Джини» | Лучший монтаж       | Ральф Бранджис                                                                     | Номинация | [ 7 ] |
| 1982 | «Джини» | Лучший монтаж звука | Гэри Буржуа, Дэвид Эпплби, Джо Гримальди, Остин Гримальди, Иэн Хэндри, Энди Герман | Номинация | [ 7 ] |